# Dorian Flórez Zuleta
Dorian Flórez Zuleta (Caldas, Antioquia, Colombia, 1960) es un pintor y psicólogo de la Universidad de París VII Denis Diderot. Reconocido nacional e internacional con diversos premios por sus obras de pintura figurativa y surrealista. Actualmente se dedica, además de su trabajo como pintor y de enseñar esta disciplina, al apoyo psicológico en especial de niños y adolescentes con diversos problemas sociales, emocionales, etc. a través de la arteterapia.

## Biografía
Nació el 11 de diciembre de 1960 en Caldas (Antioquia), un municipio al sur del Área Metropolitana del Valle de Aburrá, ubicado a 22 km de Medellín. Los primeros años transcurrieron en su tierra natal donde empezó a amar el arte y a desarrollar sus habilidades desde la escuela primaria. En 1982 viajó a Nantes, Francia, dónde realizó sus estudios de francés y literatura, inició su formación en artes plásticas y también se inscribió en la Universidad de Nantes para adelantar la carrera de Medicina, la cual abandonó al confirmar que muchos problemas somáticos son manifestaciones de desórdenes psicológicos. Decidió entonces estudiar Psicología Clínica. En 1985, se mudó a París donde obtuvo el grado de Psicólogo Clínico de la Universidad de París VII Jussiê Diderot. En esos años, trabajó con la Fundación Caritas Internacional en la rehabilitación emocional de niños refugiados de la guerra de Kosovo, mediante la aplicación del método de la arteterapia.
En 2001 regresó a Colombia, justamente a su natal Caldas. Allí instaló su taller de pintura y en 2003 empezó a impartir clases a niños, jóvenes y adultos, y a trabajar como arteterapeuta con personas con distintos tipos de discapacidad física y cognitiva, problemas emocionales y de drogadicción. En compañía del pintor Germán Tessarolo, creó la Fundación “Pinceles por la Paz”, que llegó a trabajar con más de quince mil niños en distintos municipios del departamento de Antioquia; alrededor de esta Fundación se congregó gran parte de los artistas antioqueños que lo apoyaron en los distintos talleres.
Reconocido como el “Pintor de la Paternidades”, ha participado en numerosas exposiciones colectivas y ha desarrollado más de medio centenar de exposiciones individuales. Su trabajo lo ha hecho merecedor de diversos premios a nivel nacional e internacional. 
La obra de Dorian Flórez es predominantemente figurativa, aunque también ha sido reconocido por sus obras surrealistas. Su tema predilecto son las paternidades, donde busca rescatar los valores paternales que no tuvo en su infancia por la temprana pérdida de su padre. Reconoce en su trabajo influencias de Caravaggio, Otto Dix y Francisco de Goya, así como de varios artistas colombianos: Francisco A. Cano, Humberto Chávez, y Luis Caballero a quien conoció en Francia y con quien tuvo una relación de amistad. Por las corrientes artísticas que llamaron su atención desde la llegada al viejo continente, el manejo estético de sus obras puede ir desde el tenebrismo hasta el expresionismo, pasando por el impresionismo. Su trabajo manifiesta cierta preferencia por el claroscuro; sus figuras se ubican, por lo general, en espacios enteros y oscuros, donde se da un manejo especial de la luz sustractiva para producir una sensación de contraste fuerte. En lo que corresponde al trabajo surrealista, él lo considera como una forma de generarse "catarsis y expresar cosas que no podría plasmar con palabras". Aunque ha producido obras en este estilo, su trabajo marca distancia con las obras de exponentes de este movimiento como Salvador Dalí y André Breton. En su obra “La Diosa Temis”, por ejemplo, puede observarse cierta influencia de "La Libertad guiando al pueblo" de Delacroix (que pertenece al romanticismo), pero con un carácter simbólico más surreal. En síntesis, en Dorian Flórez se conjugan muchas influencias, pero en definitiva él logra construir un estilo propio con sello inconfundible. 

En Europa fue premiado con diversos reconocimientos y es conocido como el "Pintor de las Paternidades", realizó diversas exposiciones y en 2001 regresó a Colombia, justamente a su natal Caldas, para trabajar en su sus pinturas, con sus alumnos, y como arteterapeuta en especial con población con síndrome de down, problemas emocionales, de drogadicción, etcétera. En Colombia también ha sido premiado varias veces, incluso desde el exterior, por ejemplo, en el año 2016 fue nombrado embajador para Colombia por la Mondial Art Academia de Francia.

## Arteterapia
Mediante esta técnica, se dedica a realizar una labor social en la actualidad, ayudando en especial a niños con problemas emocionales a recuperarse mediante el arte de la pintura. También atiende a personas con síndrome de Down a quienes ayuda a insertarse en la vida social, teniendo resultados positivos en sus alumnos, y además, atiende a jóvenes con problemas de ansiedad y drogadicción, aunque dicho tratamiento puede ser aplicado también en adultos, puesto que el arte resulta ser una manera muy efectiva de realizar terapia psicológica. Comenzó a desarrollar esta actividad con la Cáritas Internacional en Francia, logrando buenos resultados en la recuperación posterior a la crisis en niños víctimas de las guerras de Kosovo Y Yugoslavia.

## Obra
Su obra consta en su gran mayoría de arte figurativo aunque también ha sido premiado por su surrealismo. Su tema predilecto son las paternidades, mediante las cuales rescata los valores paternales que se ausentaron de él en su temprana infancia con la pérdida de su padre. En él han influido la obra de Caravaggio, Otto Dix, Francisco de Goya y de varios artistas colombianos como: Francisco A. Cano, Humberto Chávez, y Luis Caballero a quien conoció en Francia y con quien tuvo una relación de amistad. El manejo estético de sus obras puede variar desde el tenebrismo hasta el expresionismo según la necesidad de lo que quiera manifestar. Tiene cierta preferencia por el claroscuro, y en sus obras hay un manejo especial de la luz sustractiva que da una sensación de contraste fuerte ayudado por la recurrencia de fondos por lo general enteros y obscuros. Su trabajo surrealista se distingue bastante de las obras de exponentes de este movimiento como Salvador Dalí y  André Breton, por ejemplo, en su obra La Diosa Temis, hay cierta influencia de "La libertad guiando al pueblo" de Delacroix
(que pertenece al romanticismo), pero con un carácter simbólico más surreal. Para él es una forma de generarse "catarsis y expresar cosas que no podría plasmar con palabras" y estos trabajos también ha sido admirados y premiados internacionalmente.
TEORÍA DE LOS 9 COLORES:
Cómo el lector de este libro se dará cuenta en la medida en que avance a través de los capítulos del maestro Dorian Flórez, encontrará que ciertos aspectos de la pintura tienen una tremenda semejanza con la cocina: fórmulas, mezclas armónicas y otras desafortunadas, sabores (colores) con particularidades distintas y efectos diversos en el paladar (vista), y además un enorme campo para la experimentación.  
Pero hay una parte del quehacer artístico que no deja espacio a la experimentación y que más bien hace parte de una trasmisión de maestro a discípulo que se basa en cierta tradición.  En cualquier caso no podría haber espacio para la experimentación si no  hubiera colores que utilizar. La situación afortunada de un estudiante de artes en la actualidad puede contrastar con la de un artista del Renacimiento, imposibilitado para pintar con ciertos colores inaccesibles por su costo y lejana proveniencia. Durante siglos la única forma de adquisición del azul ultramarino -el mismo con que inundó de color Giotto las paredes de la capilla Scrovegni en Padua, el mismo que usó Miguel Ángel en el Juicio Final de la Capilla Sixtina- era una cueva de Afganistán que se tenía hasta entonces como la única fuente en el mundo de lapizlazuli, una piedra preciosa que al ser rayada y sometida a un proceso dispendioso proveía a los artistas de un azul nunca antes visto, y por lo mismo, también imposible de pagar. En nuestros tiempos no basta sino salir a la papelería más cercana para encontrar toda la variedad posible de colores.
Habría otros colores más accesibles, pero como este libro explica más adelante, las calidades también son relativas, y sus efectos se dejan ver con el tiempo. Tiziano, un gran colorista de su época tiene  gran cantidad de obras ahora completamente desteñidas por efectos de la luz en  pigmentos baratos que con el tiempo reaccionaban oscureciéndose, oxidándose o desvaneciéndose por completo. Así que a veces pensar en la inmediatez, por pragmatismo no es una buena elección. El tiempo se encargará de probarlo.
En otras ocasiones, por el contrario, el tiempo ha sido el que permite una valoración más acertada de la pericia que los grandes artistas ejercieron en su momento. A veces,   aquello que vemos frente a nuestros ojos como una obra maestra de determinado artista no es ni una migaja del esplendor de la obra que fue en su momento. Los conservadores y restauradores nos ayudan a descubrir esa maestría de color que, luego de siglos y siglos de conocimiento, se fue transmitiendo entre pintores, tal como Dorian Flórez lo hace hoy con este volumen.
Por ejemplo, uno de los casos más apasionantes en los que el tiempo dio un cambio radical en la mirada a un artista es el de Miguel Ángel Buonarroti como pintor de frescos. En 1965 se estrenó la película The agony and the ecstasy, protagonizada por Charlton Heston  en el papel de un maduro e iracundo artista del Renacimiento, en proceso de ejecución de su obra maestra, el techo de la Capilla Sixtina con la creación de Adán en el centro. El film incurrió en  un terrible error que en su momento pasó desapercibido y que solo cada tantas generaciones se  podría comprender: para la filmación se hizo una réplica exacta del interior de la Capilla Sixtina, pintando el techo tal cual como se veía en 1965, treinta años después de la última restauración a la que había sido sometida. Por tanto, la película aún nos da la sensación de un Miguel Ángel oscuro, opaco, deslucido, conspiratorio y misterioso, un Miguel Ángel muy lejano a ser un gran colorista. Esa visión fue radicalmente contrastada cuando en 1979 se iniciara la última restauración del techo, que cambiaría esta vez sí, y para siempre, la mirada al gran maestro renacentista. A partir de entonces los libros nos han difundido a un vibrante, explosivo y rimbombante maestro del color, un artista que curiosamente no disfrutaba pintar pero que sabía perfectamente los secretos del oficio –como lo aprendió de las pinturas de Giotto doscientos años antes de él-, y entre ellos una de las principales e incontrovertibles leyes del pintor: solo los mejores materiales duran para siempre, y que si estas obras eran huellas que daban testimonio de su efímero paso por la tierra debían quedar eternizadas para el disfrute de todas las generaciones que le sucedieran. Solo hasta entonces podrían comprenderse las palabras que Giorgio Vasari escribió sobre la obra maestra de Miguel Ángel en 1600, en su primera edición de las Vidas: “Este trabajo ha sido realmente la luz que ha hecho tanto y ha ayudado al arte de la pintura, que fue suficiente para iluminar el mundo durante cientos de años en una era de oscuridad”.
La lección es entonces clara: un trabajo que perdure tiene un costo que debe pagarse. Este principio estará resonando a lo largo de este libro guiado por los consejos de un pintor que ha reconocido a través de décadas de trabajo las cualidades y bondades de los materiales del pintor, desde la preparación de la tela, hasta los pinceles apropiados, pasando por las mezclas más convenientes entre pigmentos. 
Afortunadamente nuestros tiempos son mucho más efectivos y rápidos. La Revolución Industrial les dio en gran medida un salvavidas a los artistas al poner sobre la mesa los colores que  necesitaban ahorrándoles el dispendioso tiempo que antes se requería para prepararlos, pero además encapsulando por primera vez esa nueva miríada de tonos para su fácil transporte y conservación. Así, la Escuela de Barbizón y los primeros impresionistas actuaron en consecuencia con un gesto que para nuestros días parece inocente y mínimo, pero en su momento fue revolucionario: salieron a pintar a la calle y al bosque. Ya la naturaleza no fue vista igual, ya no era solo una escenografía donde se superponían unos personajes recreando un acontecimiento. La luz había pasado a convertirse en el principal elemento de la obra, con sus cambios abruptos durante el día, durante las estaciones, o de acuerdo a la proveniencia septentrional o meridional del sol que los iluminaba. 
Debía surgir entonces otra forma de estudiar el color. No por venir los colores en tubos  la tarea es más sencilla para los artistas. Eso sí, había dejado de ser una problemática de cocina para empezar a convertirse en todo un asunto perceptual, psicológico y conceptual, temas que también acá se abordan basados en la erudición de numerosos teóricos del círculo cromático que Flórez ha sintetizado para su mejor comprensión. Y como prueba de que este libro no es un cut and paste de esos tratados que se enuncian a lo largo del texto, el autor se sirve de su propia obra para ilustrar los efectos del uso de distintos círculos cromáticos, explicar efectos de las gamas frías y cálidas, e incluso pone en evidencia un documento histórico invaluable raras veces utilizado: las paletas de los artistas. De esta forma el libro se convierte, en doble vía, en catálogo del mismo artista y en un detrás de cámaras de la realización  de sus obras. En este aspecto el libro es único y representa una garantía de que los conocimientos del artista han sido puestos en uso. Muy especialmente porque el pintor pone en manos del lector la fórmula secreta que ha creado a través de años para la ejecución de su producción, una teoría del color muy particular que revela la armónica y luminosa pintura del autor en sus cuadros. 
Este compendio de Dorian Flórez no es solo el producto de décadas de trabajo que le permiten con propiedad reconocer todas las cualidades de los pigmentos y los valores adecuados de cada color. Es además el trabajo de un ojo culto entrenado en la observación de los grandes maestros, horas frente a las obras fundamentales de la historia del arte, kilómetros de recorridos entre pasillos de museos alrededor del mundo, y bajo el filtro de otros importantes antecedentes en la teoría del color que Flórez ha cernido en el tamiz de su experiencia y pone acá al servicio de otros, simplificando el conocimiento de cientos de años y miles de artistas para producir un libro que pueda ser el punto de partida de algunos, y la guía esencial para otros ya entrados en materia.
Christian Padilla
Premio Nacional de Historia de Arte Colombiano 2007
Doctorado en Historia del Arte de la Universidad de Barcelona.

## Estudios
- 1982-1985 Estudios de francés y literatura francesa-Universidad de Nantes Francia.

- 1983 – 1985 Escuela de Bellas Artes de Nantes Francia.

- 1988 – 1990 Escuela Nacional superior de Bellas Artes de Paris  (Malaquais Paris).

- 1989 – 1992 Taller de pintura Bernard Dumortier. Poyssy-Francia.

- 1988 – 1994 Estudios de psicología Clínica, Universidad de París VII (Francia).

## Distinciones
- 1999 Mención de honor Saluzzo arte Contemporáneo (Italia);
- 2000 Premio de la Crítica di Saluzzo AMLETTO BERTONI (Italia);
- 2003 Medalla de plata FENALCO Antioquia (Pinceles por la paz);
- 2004 Medalla de oro Ciro Mendía Consejo municipal de Caldas;
- 2007 Homenaje municipio de Guarne Antioquia;
- 2008 Mención Honorífica Círculo de la prensa y la Cultura CIPREC;
- 2008 Mención pintura Galería Artexpresion España-USA Argentina;
- 2009 Reconocimiento al trabajo Alcaldía de Bello Antioquia y Red departamental de artes (Palacio de la Cultura Rafael Uribe Uribe);
- 2009 Artista latinoamericano del mes “LATIN AMERICAN ART FOR THE WORD” Marzo 2009 (Estados Unidos);
- 2010 Reconocimiento en nota de estilo Concejo Municipal de Caldas;
- 2010 AVATAR- FACEBOOK artista del mes de septiembre de 2010 (Madrid) España;
- 2010 Orden al Mérito Don Juan Del Corral, grado oro-Concejo de Medellín;
- 2010 Mención de Honor Antonio Nariño Círculo de la prensa y la Cultura (Asociación Profesional de periodistas independientes)Medellín, Manizales.Pereira, Armenia;
- 2010 Reconocimiento INDEC 15 AÑOS NOCHE D –Símbolo de Desarrollo Cultural de Caldas Antioquia;
- 2011 Orden al Mérito ciudadano ANTONIO ACOSTA GUTIERREZ, en la categoría “CABALLERO” al maestro DORIAN FLOREZ, por servir a la cultura y al desarrollo del municipio de la Dorada, Caldas;
- 2011 Premio PEDRO CHANTRAINE (Declarado fuera de Concurso) Salón Municipal de Caldas Antioquia (12 de octubre de 2011);
- 2012 PREMIO CREATIVIDAD ARTISTAS LATINOS- Galería ARTEXPRESION 2011 -Buenos aires  (ARGENTINA); 2012 Mención de Honor Antonio Nariño-CIPREC-Medellín;
- 2013Five Golden Stars International Art Gallery a new Pintor del mes entre sus miembros 2013- Eindhoven (Holanda)

- 2014 Five Golden Stars International Art Gallery - Primer puesto Concurso internacional- Eindhoven    (Holanda);
- 2015 Primer Puesto 32° Concurso Ad Art –Cuneo (Italia);
- 2015 Chevalier Académicien de la Mondial Art Academia de Francia.   (Caballero Académico);
- 2016 Homenaje y Reconocimiento de los amigos Caldeños. Con la entrega de la obra amantes  (Jorge Vélez);
- 2016 Embajador para Colombia de la Academia Mundial de Arte (Francia).[6]
- 2016 Premier Choix d´une Galerie (Mention spéciale (Mondial Art bAcademia) Francia;
- 2017 MEAM Barcelona-España
- 2017 Embajador del año 2017 Academia Mundial De Arte (Francia)
- 2018  Reconocimiento ATENEA-ADIDA(Asociación de institutores de Antioquia) Colombia
- 2019 Premio Internacional Iberoamericano a la Trayectoria Nevado Solidario de Oro.Mendoza (Argentina)
- 2020 Reconocimiento Caldas 172 Años Administración Municipal de Caldas Antioquia( Colombia)
- 2020 Premio Internacional Iberoamericano a la Trayectoria Nevado Solidario de Oro 2020.San Rafael Mendoza( Argentina.
- 2022 Orden al Mèrito Cìvico y Empresarial Mariscal Jorge Robledo,en Grado Plata.Medellin(Colombia)
- 2022 Premio Internacional Princesa Yuyari.Fundaciòn RINCONESARTE.Bogotá Colombia)

## Exposiciones Individuales
- 1983	Exposición de artistas jóvenes país de Loira (Francia);
- 1984	Universidad de Nantes-festival des arts (Francia);
- 1985	Mairie de Nantes-festival des trois continentes (Francia);
- 1988	Salón de Fresnes (Francia);
- 1989	Galería de Pontoise Francia-retratos;
- 1990	Museo de Poissy – colectiva (Francia);
- 1991	Salón de Otoño París (Francia);
- 1992	Banque Sociéte Genérale – colectiva Paris (Francia);
- 1994 Mostra nazionale d· Arte Contemporánea Cuneo (Italia);
- 1988	Mostra mercato d´Arte Contemporánea Saluzzo (Italia);
- 1996	Mercato d´Arte contemporánea saluzzo (Italia);
- 2001	Mercato d´Arte contemporánea saluzzo (Italia);
- 2002	Galería arte Autopista Medellín (Colombia);
- 2002 Galería La Francia Medellín - colectiva (Colombia);
- 2002 Hotel Dann Carlton Medellín (Colombia);
- 2002 Alcaldía de Medellín – colectiva (Colombia);
- 2003	Casa de la Cultura de Sabaneta (Colombia);
- 2003 Palacio de la cultura (Medellín)    (Colombia);
- 2003 IDEA Medellín Colombia;
- 2003   Pinacoteca Neural (FGA) Medellín  (Colombia);
- 2003 Biennale internazionale dell`Arte Contemporánea di Firenze;
- 2004 Hospital general de Medellín  (Colombia); 2004 Palacio Municipal de Caldas   (Colombia);
- 2004 Universidad de la Salle Caldas (Colombia);
- 2004 Art. Gallery Collections Surfers paradise Queensland (Australia);
- 2004 Biblioteca Diego Echevarría misas de Itagui (Colombia);
- 2004 Centro Comercial Mallorca Sabaneta  (Colombia);
- 2005 Hotel Portón Medellín (Colombia);
- 2006 Asamblea departamental de Antioquia (Colombia);
- 2006 palacio de la cultura Red departamental de Artes (Colombia);
- 2006 Museo de la Dorada Caldas (Colombia);
- 2007 Casa de la cultura de la Estrella (Colombia);
- 2007 Casa de la Cultura de Guarne (Antioquia) Colombia;
- 2008 Cámara de Comercio del Aburra sur Itagüí (Colombia);
- 2008 Casa de la cultura de Envigado (Colombia);
- 2009 Hotel la Campana Medellín (Colombia);
- 2010 Consulado de Colombia en Miami (Estados Unidos);
- 2011   ITM-Medellín  (Colombia);
- 2011   Centro del tango- Buenos Aires (Argentina);
- 2011   Concejo de Medellín-Los Doce (Premio Juan del Corral);
- 2011 MAC. Museo de Arte Contemporáneo de Bahía (Brasil);
- 2012   Centro Comercial  MAYORCA-Sabaneta -Colombia;
- 2012 Universidad Pontificia Bolivariana -(Medellín);
- 2012 Hotel Dann Carlton Belfort Medellín-Colombia;
- 2012 Universidad de Medellín -Colombia;
- 2012 Consulado de Colombia en Miami (Estados Unidos);
- 2013 Museo Guillermo León Valencia-POPAYAN (Cauca) Colombia;
- 2014  Casa Solariega –Santa Fe de Antioquia –Colombia;
- 2014 Casa Museo Grau (Bogotá) Colombia;
- 2014 Museo de Jericó Antioquia MAJA –Colombia;
- 2015 Centro comercial Mallorca (Sabaneta) Colombia;
- 2015 Alianza Francesa De Manizales (Caldas);[7]
- 2015 Centro Comercial Unicentro Medellín.
- 2016 Alcaldía Municipal  de Caldas Antioquia (Colombia)
- 2016 Hotel San Fernando Plaza .Medellín (Colombia); 2017 Salón Nacional  de Arte San Gil (Santander) Colombia;
- 2017 Figuración Contemporánea Cali (Valle) Colombia; 2017 Francia en Colombia-Mondial art Academia(Medellín)
- .2017 Salón Nacional de Arte San Gil – Santander- (Colombia)
- 2017 Figuración Contemporánea Cali – Valle – (Colombia
- 2017 Francia en Colombia -Mondial art Academia – Medellín- (Colombia).
- 2018 Retrospectiva. Palacio de la Cultura Rafael Uribe Uribe. Medellín (Colombia)
- 2019 Museo de Arte Moderno de Bucaramanga  (Colombia)
- 2020 Centro Comercial Punto Clave Bancolombia.(Colombia)
- 2022 Hospital general de Medellin.Parto Càlido y respetado.(Colombia)